# 王牌特派員
《王牌特派員》（英語：The Cable Guy）是一部1996年美國黑色喜劇片，由班·史提勒執導，占·基利與馬修·波特歷領銜主演。本片講述主人翁史蒂芬（波特歷飾演）與有线电视安裝員奇普（基利飾演）周旋的故事，奇普一廂情願想與史蒂芬建立友誼，但他的怪異行徑讓史蒂芬漸漸敬而遠之，奇普於是開始用各種手段影響史蒂芬的生活。
本片於1996年6月14日在美國上映，影評人對本片持褒貶不一的評價。本片在票房上頗為成功，但不如基利的其他作品。時至今日，本片被視為邪典电影。

## 演員
- 占·基利飾演奇普·道格拉斯（Chip Douglas），稱呼為「the Cable Guy」（有线电视的人）
- 馬修·波特歷飾演史蒂芬（Steven）
- 莱斯利·曼恩飾演蘿蘋（Robin）
- 傑克·布萊克飾演瑞克（Rick）
- George Segal（英语：George Segal）飾演史蒂芬的父親
- Diane Baker（英语：Diane Baker）飾演史蒂芬的母親
- 班·史提勒飾演電視報導中的人

## 製作
本片的主體拍攝於1995年11月27日開始，於洛杉矶進行製作。

## 外部連結
- 互联网电影数据库（IMDb）上《王牌特派員》的资料（英文）
- AllMovie上《王牌特派員》的资料（英文）
- Box Office Mojo上《王牌特派員》的資料（英文）
- 爛番茄上《王牌特派員》的資料（英文）